# Baron Lindsay of Birker
Baron Lindsay of Birker, of Low Ground in the County of Cumberland, ist ein erblicher britischer Adelstitel in der Peerage of the United Kingdom.

## Verleihung
Der Titel wurde am 13. November 1945 durch Letters Patent für den schottischen Akademiker Alexander Dunlop Lindsay geschaffen.
Heutiger Titelinhaber ist seit 1952 dessen Enkel James Lindsay, als 3. Baron. 

## Liste der Barone Lindsay of Birker (1945)
- Alexander Dunlop „Sandie“ Lindsay, 1. Baron Lindsay of Birker (1879–1952)
- Michael Francis Morris Lindsay, 2. Baron Lindsay of Birker (1909–1994)
- James Francis Lindsay, 3. Baron Lindsay of Birker (* 1945)

Titelerbe (Heir Presumptive) ist der Cousin des aktuellen Titelinhabers Alexander Lindsay (* 1940).